# 사립학교교직원연금공단
사립학교교직원연금공단(私立學校敎職員年金公團, Teachers Pension, 약칭: TP)은 사립학교교직원 연금법(약칭 사학연금법)에 의거, 사립학교에 근무하는 교직원 및 그 가족의 경제적 생활 안정과 복지 증진을 위해 마련된 사학연금제도를 효율적으로 관리, 운영하기 위하여 1974년에 설립된 교육부 산하 기금관리형 준정부기관이다. 사학연금제도는 사립학교 교직원의 퇴직ㆍ사망 및 직무상 질병ㆍ부상ㆍ폐질에 대하여 적절한 급여제도를 확립함으로써 교직원 및 그 유족의 생활안정과 복리향상을 목적으로 1975년 1월 1일부터 시행되었다. 원래 서울특별시 영등포구 여의나루로 27에 위치하고 있었으나 2014년 12월 혁신도시 개발 이전 계획에 따라 전라남도 나주시 문화로 245로 이전하였다.

## 설립 근거
- 사립학교교직원 연금법[1]

## 소관 업무
사립학교교직원연금공단은 다음의 업무를 관장한다.
- 부담금 징수
- 각종 급여의 결정과 지급
- 자산의 운용
- 교직원 복지사업의 수행
- 그 밖에 연금에 관한 업무

## 연혁
- 1974년 1월 11일: 사립학교교원연금관리공단 설립
- 2010년 1월 1일: 사립학교교직원연금공단으로 명칭 변경

## 조직
- 이사회
- 연금운영위원회
- 급여재심위원회
- 급여심의회
- 감사
  - 감사실

### 이사장
- 경영관리본부
  - 기획조정실
    - 전략기획팀
    - 예산운영팀
    - 평가분석팀

  - 인재경영실
    - 인사팀
    - 노사협력팀

  - 행정지원실
    - 총무팀
    - 재무팀
    - 안전환경팀
    - 재건축사업팀
- 연금사업본부
  - 연금기획실
    - 연금총괄팀
    - 연금연구팀
    - 홍보팀

  - 연금사업실
    - 재직자관리팀
    - 퇴직자관리팀
    - 연금수급자팀

  - 복지사업실
    - 고객복지팀
    - 대여사업팀
    - 재해보상팀

  - 정보지원실
    - 정보보안팀
    - 전산운영팀

  - 서울센터
  - 대전센터
  - 부산센터
- 자금운용관리단
  - 투자전략실
    - 기금관리팀

  - 증권운용실
    - 국내증권팀
    - 해외증권팀

  - 대체투자실
    - 기업금융팀
    - 부동산인프라팀
- 리스크관리실